# كرشيمير كوفاتشيفيتش
كرشيمير كوفاتشيفيتش (بالألمانية: Krešimir Kovačević)‏ هو لاعب كرة قدم ألماني في مركز الهجوم، ولد في 7 أغسطس 1994 في ترويشتلينغن في ألمانيا. لعب مع نادي هارتبيرغ.

## وصلات خارجية
- كرشيمير كوفاتشيفيتش على موقع قاعدة بيانات كرة القدم.إي يو (الإنجليزية)
- كرشيمير كوفاتشيفيتش على موقع عالم كرة القدم.نت (الإنجليزية)